# أعكب غونتانامو
أعكب غونتانامو (الاسم العلمي:Ctenus guantanamo) هو نوع من العنكبوتيات يتبع جنس الأعكب من فصيلة العناكب المتجولة.